# 盛明親王
盛明親王（928年—986年6月17日），是日本平安時代中期的皇族，醍醐天皇的十五皇子，曾一度臣籍降下稱源盛明，四品上野太守。

## 經歷
天慶五年（942年）元服，康保四年（967年）接受親王宣下，後任四品上野太守。寬和二年（986年）四月出家，次月逝世，享年59歲（虛歲）。在《拾遺和歌集》有他的和歌作品。
藤原道長的側室源明子是他的養女。

## 系譜
- 父：醍醐天皇（885–930）
- 母：源周子（?–935） – 源唱女
- 妻：菅原在躬女
  - 男子：源則忠（教忠?）（?–1004）
- 妻：不詳
  - 男子：斯忠王
  - 養女：源明子（965–1049） – 源高明女、藤原道長妾

## 附註
1. 1 2  《日本紀略》